# Mona Morales-Schildt
Monica (Mona) Ulrika Morales-Schildt, född 1 mars 1908 i Göteborg, död 23 februari 1999 i Almuñécar, var en svensk formgivare och glaskonstnär. Hon var dotter till Olallo Morales och Clary Morales och syster till Christer Morales.

## Biografi
Mona Morales-Schildt utbildade sig vid Högre Konstindustriella Skolan i Stockholm och därefter 1936 vid affischkonstnären Paul Colins reklam- och målarskola i Paris. Hon har arbetat för Gustavsbergs porslinsfabrik, där hon var assistent till Wilhelm Kåge, för Arabia och under åren 1958–1971 för Kosta glasbruk. Vid Kosta var hon tillsammans med Tyra Lundgren en av de två första kvinnliga konstnärerna. Hon är mest känd för den exklusiva glasserien Ventana (fönster på spanska), tunga glaspjäser med inneslutna färglager. Ventana-serien påbörjades 1959 och inspirerades av den venetianske glaskonstnären Paolo Venini (1896–1959), som Mona Morales-Schildt hade praktiserat för. Morales-Schildt finns representerad vid Nationalmuseum i Stockholm  och Örebro läns museum.
Mona Morales-Schildt var 1941–1964 gift med den finländske författaren och konsthistorikern Göran Schildt. Hon är begravd på Leksands kyrkogård.

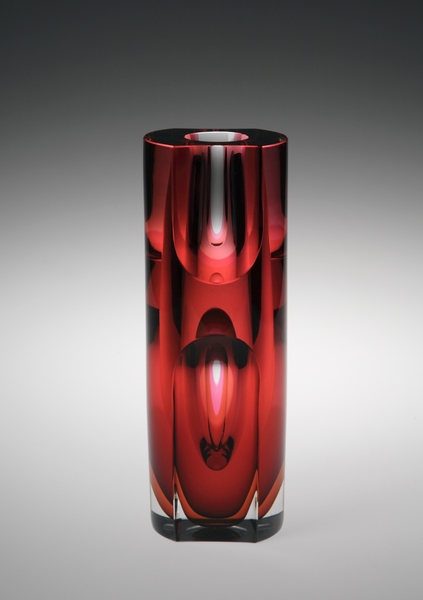
Vas av Mona Morales-Schildt, 1964

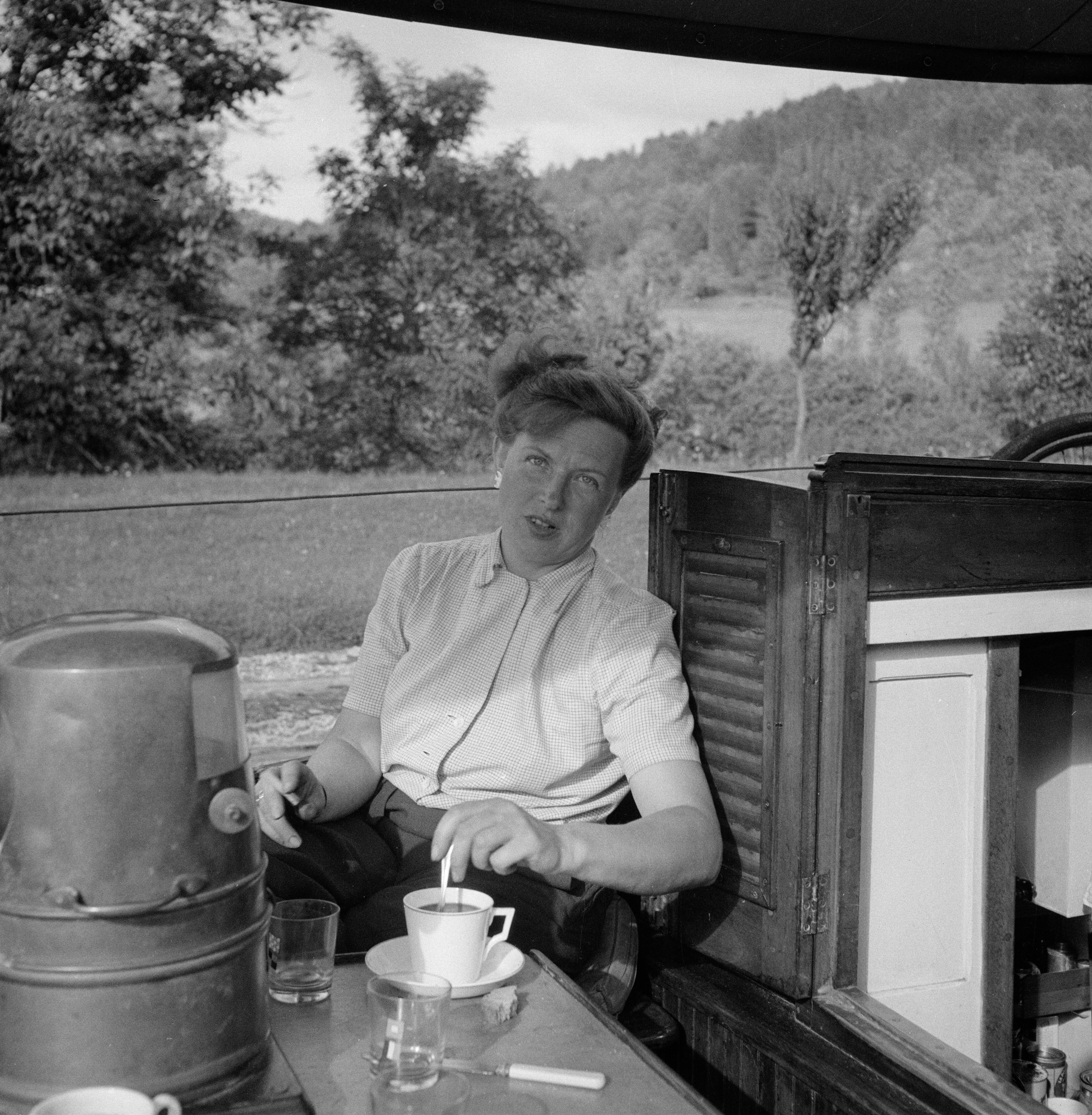
Mona Morales-Schildt år 1948 på S/Y Daphne.

## Fotnoter
1. 1 2 3  läs online  , läst: 5 juni 2023.[källa från Wikidata]
2. ↑  Konstnärslistan (Nationalmuseum), 12 februari 2016, läs online, läst: 26 februari 2016.[källa från Wikidata]
3. ↑  läs online, scandinavianretro.com .[källa från Wikidata]
4. ↑  Una última aportación biográfica: su amistad con Olallo Morales, El País (på spanska), Grupo PRISA, 26 december 1976, läs online, läst: 23 januari 2022 .[källa från Wikidata]
5. ↑  Nationalencyklopedin multimedia plus, 2000 (uppslagsord Mona Morales-Schildt)
6. 1 2  "Årets historiska utställning i Kosta Museum." Orrefors Kosta Boda pressmeddelande 2003-04-30.
7. ↑  Nationalmuseum
8. ↑  Örebro läns museum.
9. ↑  ”Monica Ulrika Morales-Schildt”. Gravar.se. https://gravar.se/forsamling/leksands-pastorat/leksands-kyrkogard/c/monica-ulrika-morales-schildt-7cf6b. Läst 10 juni 2023.